# Gullringen
Gullringen est une localité de Suède dans la commune de Vimmerby située dans le comté de Kalmar.
Sa population était de 528 habitants en 2019.